# Skitzofrenix
Skitzofrenix (właśc. Edin Ibrahimović; ur. 25 października 1984 w Doboj) – bośniacko-holenderski DJ i producent muzyczny. Jego styl muzyczny przeważa w muzykę house, którą producent sam definiuje jako ghetto house.

## Życiorys
Skitzofrenix urodził się w Doboj leżącym w ówczesnej Jugosławii, a dzisiejszej Bośni i Hercegowinie. Jako nastolatek wyemigrował z rodziną do Holandii, po czym osiedlili się w Amsterdamie. Swoją karierę muzyczną rozpoczął w 2007 roku od brzmień house, które z czasem ewoluowały w klimaty bliższe muzyce electro house i bigroom. Wtedy producent zyskał największy rozgłos na pomocą takich produkcji, jak "Clap" wydane nakładem Revealed Recordings. W 2014 roku po sukcesach Ibrahimovicia w bigroomie producent ponownie rozpoczął wydawać muzykę, która nawiązywała stricte do muzyki house, a także tech house i future house. Ostatnie produkcje producenta on sam nazywa potocznie ghetto house.

## Dyskografia

### Single
- 2007: Damn It
- 2007: Turn Da Fucking Beat Up
- 2007: Wake Up Call
- 2007: Bring the Noise (oraz Andy Sherman)
- 2010: Droppin That
- 2010: Hype and Funk
- 2010: Is That You
- 2010: Highest Record (oraz Jeff Doubleu)
- 2010: Is That You  (oraz Jeff Doubleu)
- 2010: Highest Grade (oraz Jeff Doubleu)
- 2011: Rushin (oraz Jeff Doubleu)
- 2012: Patulego (oraz Franky Rizardo)
- 2012: Respek Di Woman
- 2012: Drop It (oraz Lady Bee, MC Vin-E)
- 2013: Campo Allegre  (oraz Jeff Doubleu)
- 2013: Clap
- 2013: Zombie Alligator (oraz Jeff Doubleu)
- 2013: The Soldier's March
- 2013: Wild Out
- 2014: Shady Baby (oraz Franky Rizardo)
- 2014: Jump
- 2014: Tear It Off (oraz Jeff Doubleu)
- 2014: On My Mind
- 2014: Bullet From a Gun
- 2014: So Fine
- 2015: Addicted To You
- 2015: Bounce

### Remiksy
- 2009: Diplo & Laidback Luke – Hey! (Skitzofrenix & Jeff Doubleu Remix)
- 2010: Don Diablo feat. Dragonette – Animale (Skitzofrenix Remix)
- 2010: Harry Romero & Junior Sanchez & Alexander T – Where You Are (Skitzofrenix & Jeff Doubleu Remix)
- 2011: Adele – Rumour Has It (Skitzofrenix & Jeff Doubleu Bootleg)
- 2012: Wiley – Link Up (Skitzofrenix & Jeff Doubleu Remix)
- 2013: Flo Rida – Whistle (Skitzofrenix Remix)
- 2013: Vato Gonzalez Vs Donae'o & Lethal Bizzle – Not A Saint (Skitzofrenix Remix)
- 2013: Lady Bee Feat Grace Regine – Sweet Like Chocolate (Skitzofrenix & EfferSon Remix)
- 2013: Icona Pop – I Love It (Skitzofrenix Remix)
- 2014: Autoerotique – Asphyxiation (Skitzofrenix Remix)
- 2014: Katy Perry – Roar (Skitzofrenix Remix)
- 2014: Brooklyn Haley – Close To Where You Are (Skitzofrenix Remix)
- 2014: CROOKERS – Ghetto Guetta (Skitzofrenix Remix)
- 2014: D.O.D – BANANAS (Skitzofrenix Remix)
- 2014: DJ Fresh vs Jay Fay – Dibby Dibby Sound Feat. Ms Dynamite (Skitzofrenix Remix)
- 2014: Ookay – Once Again (Skitzofrenix & Jeff Doubleu Remix)